# Seigneurie de Césarée
 (janvier 2015).

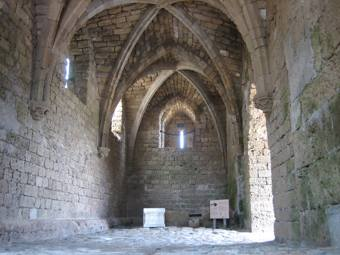
Porte d'entrée de la forteresse des croisés de Césarée, Israël (2005)

La seigneurie de Césarée est l'un des fiefs du royaume de Jérusalem.

## Histoire
Césarée fut prise en 1101 et fut donnée  à Eustache Grenier. 
Brièvement occupée par Saladin, elle fut reprise par Richard Cœur-de-Lion et rendue à son seigneur légitime. Elle fut définitivement conquise par les Mamelouks en 1265.

## Géographie
C'est une seigneurie de grande étendue le long du littoral, entre Arsouf et Haifa.

## Féodalité
Suzerain : le roi de Jérusalem.

## Liste des seigneurs
1101-1123 : Eustache Grenier, comte de Sidon et seigneur de Césarée
marié à Emma, remariée à Hugues II du Puiset
1123-1155 : Gautier Grenier, fils du précédent
marié à Julienne
1155-1169 : Hugues Grenier, fils du précédent
mariée à Isabelle Gothman, remariée ensuite à Baudouin d'Ibelin
1169-1176 : Guy Granier, fils du précédent
1176-1187 : Gautier II Granier, frère du précédent
1187-1192 : Conquête par Saladin
1192-1219 : Julienne Granier, sœur du précédent, et ses deux maris :
1192-1193 : Guy Brisebarre, fils de Guy Ier Brisebarre, seigneur de Beyrouth
1193-1219 : Aymar de Lairon
1219-1229 : Gautier Brisebarre, fils des précédents
marié à Marguerite d'Ibelin, veuve d'Hugues II de Saint-Omer, prince de Galilée
1229-1239 : Jean Brisebarre, fils du précédent
marié à Alix de Montaigu
1239-1264 : Marguerite Brisebarre, dame de Césarée, fille du précédent
mariée à Jean l'Aleman
1264-1266 : Nicolas l'Aleman, fils des précédents
marié à Isabelle d'Ibelin, dame de Beyrouth